# Gospodje Ptujski
Gospodje Ptujski (tudi Herren von Pettau, Pettauer,  Ptujski, Herren von Ptuj) je ime plemiškega rodu na  Spódnjem Štájerskem, ki je bilo prvič omenjeno v dokumentu iz leta 1132 kot spoštovana in bogata ministerialna družina Salzburške nadškofije, ki je izumrla leta 1438. Ptujski so bili tudi dedni deželni maršali Vojvodine Štajerske.

## Zgodovina
V bojih proti Ogrski so si Ptujski prvič pridobili moč in uveljavitev. Gotovo je, da se je leta 1161 kralj Geza Ogrski pritožil Salzburškim nadškofom  zaradi kršitve meje s strani Friderika II. Ptujskega.
Okoli leta 1190 je stranski veji Ptujskih uspelo pridobiti Krški  fevd gospostvo Kunšperk. Druga veja se je lahko uveljavila tudi na gradovih Podsreda, Kozje in Planina, nekdanjem krškem fevdu, ki so ga pridobili gospodje Planinski.
Od leta 1200 je  Friderik III. Ptujski Ogrom odvzel območje Ormoža  in Središče ob Dravi v bitki na Ptujskem polju na velikonočno nedeljo leta 1199. Mejna postojanka v na novo ustanovljenem kraju Velika Nedelja je bila podeljena nemškemu viteškemu redu. Šele s temi uspešnimi vojaškimi akcijami je bila določena meja od Središča ob Dravi do  Ljutomerja, ki je obstajala do leta 1919.
V 13. stoletju so Ptujski pridobili tudi madžarski fevd Borl, ki ga je Braneški (Gospodje Draneški) iztrgal Madžarom.
Okoli leta 1230 je Matilda, vdova po Frideriku III., ustanovila dominikanski samostan na Ptuju, v katerega so prišli menihi iz Brež na Koroškem in ki je bil razpuščen leta 1786/87.
Leta 1237 najdemo Friderika in Hartnida Ptujskega med pričami  v dokumentu, s katerim je cesar Friderik II. potrdil privilegije za Tevtonskemu viteškemu redu. Ptujski so, čeprav samo ministeriali salzburškega nadškofa, vendarle med voditelji štajerskega plemstva. K temu je morda prispevala njihova bogata posest, saj jim je to dajalo moč ne samo v finančnem, ampak tudi v vojaškem smislu; zagotovilo jim je osnovo za vzdrževanje 200 vojakov. Podobno so lahko storili le Stubenbergerji in le grofje Pfanberški so jih prehiteli, saj so lahko imeli preko 300 vojakov; Wildonci so jih prišli le 100, Liechtensteinci 60. Po rimani kroniki je bilo tako med vojaškim pohodom leta 1276.

### Interregnum
Po izumrtju Babenberžanov na Štajerskem (1246) so posamezni Ptujski, med drugim Friderik V., bili privrženci vojvode  Henrika Bavarskega in kasneje ogrskega kralja Bélo IV., drugi Ptujski pa Češkega kralja  Otokarja II. Přemysla.

#### Pod Ogrsko
Madžari so bili od leta 1254 (Budimski mir) vladarji Štajerske. Ker pa so bili kmalu osovraženi, je njihovega guvernerja Štefana Šubiča leta 1258 med obleganjem gradu Seifrieda Marenberškega premagal Hartnid II. Ptujski s kontingentom vitezov iz Dravske doline in izgnal iz države. Istega leta je Ogrom naklonjeni nadškof Ulrik zastavil mesto in gospostvo Ptuj Ogrskemu kralju Béli, katerega sin Štefan V. je bival na Ptujskem gradu. Grad je od leta 1254 upravljal Tevtonski nemški viteški red in tudi za časa kralja  Otokarja II. Přemysla, gospodarja Štajerske od leta 1260, je bil Ptujski grad in mesto podeljeno Tevtonskemu viteškemu redu. Leta 1259 se je štajersko plemstvo naveličalo madžarske vladavine in je s tajno pomočjo kralja Otokarja Ogre pregnalo iz Ptuja. Otokar je postal štajerski deželni vojvoda po zmagi v bitki pri Kressenbrunnu leta 1260.

#### Pod Češko
Okoli leta 1260 je lahko Friderik V. Ptujski pridobil v fevd grad in gospostvo Ehrenhausen od samostana Šentpavel, leta 1360 so Ptujski vrnili ta fevd, ki se je vrnil Ptujskim leta 1365.
Leta 1268 je bil Friderik vpleten v domnevno aristokratsko zaroto (glej tudi: Henrik Pfanberški) proti kralju Otokarju in je moral odstopiti svoje gradove Vurberk in Schwanberg; Vurberk je bil uničen.
Leta 1270 je moral biti Friderik skupaj z drugimi štajerskimi plemiči del vojske kralja Otokarja, ko je zavzel Kranjsko in Koroško.

### Pod Habsburžani
Od leta 1276 (glej Reinska prisega) so bili Ptujski s Friderikom V. pomembno vpleteni na strani novega kralja Rudolfa II. pri izgonu in končnem porazu neljubega češkega kralja leta 1278 (Bitka na Moravskem polju) .
Leta 1279 se pojavi Friderik V. Ptujski kot priča v kraljevem dokumentu, v katerem sta se grof Ulrik II. Vovbrški in njegova žena Neža odrekla številnim zahtevkom v korist kralja Rudolfa.
Kot novi štajerski deželni knezi so Habsburžani svojega privrženca Ptujskega leta 1279 povzdignil na štajerskega deželnega glavarja (?), mu podelili gospostvo Ptuj in mu dovolil tudi gradnjo gradu Ormož na madžarski meji (čeprav je ostal salzburški fevd!). Salzburg je nasprotoval temu povečanju moči, tako da so se morali Ptujski leta 1280 odreči mestnemu in grajskemu in deželnemu sodišču, Odvetništvo nad salzburškimi posestmi na Štajerskem in vsem drugim pravicami v gospoščini. V zameno so prejeli v dedno posest gradiščanstvo in grajsko upravljanje nad obema Ptujskima gradovoma, mestom, cestnino in mitnico.
Ptujski so še naprej zahtevali odškodnino za zastavo, podeljeno kralju, zaradi česar je Salzburg leta 1285 odvzel gradiščanski urad in fevd. Spor, ki je izbruhnil, se je končal v korist Salzburga.
V tem času so od Krške škofije pridobili v fevd naslednja gospostva in gradove Lemberg, Dobrna in Ranšperk; od Šentpavla pa so pridobili fevd stolp Špilje in od vojvode Dranek.
Leta 1293 so družinsko premoženje prevzela sinova Friderika V. in ga razdelila ter ustanovila dve družinski veji, Vurberško in Ormoško.

#### Vurberk in Ormož
Leta 1309 je bil odločen dolgotrajen spor med Hartnidom in Amelrihom Ptujskima ter Salzburgom, zaradi česar so morali prodati svoje hiše v mestu; mejni spori so bili tudi v Schwanberg in v Sausal.
Istega leta je prišlo do upora avstrijskega plemstva in dunajskih meščanov proti vojvodi Frideriku Lepemu. Štajerski deželni glavar Ulrik I. von Walsee je s pomočjo Ptujskih in drugih štajerskih in koroških plemičev to v kali zatreti.
Leta 1325 je Ormoško-Ptujski pridobil štajerski dedni-Maršalski urad, s katerim je bila povezana posest Rače-Fram in obsežna posestva na območju Sölktal, ki so jih podedovali od gospodov Wildonskih. Kot maršali so morali v primeru vojne voditi štajerski deželni vojaški kontingent.
Herdegen I. je bil v 1330 -ih letih eden najmogočnejših aristokratov, v letih 1350/51 pa je bil tudi deželni glavar Kranjske. V tem času so Ptujski izgubili svoje posesti Hekenberg, Velenje in Kacenštajn  v Zgornji Savinjski dolini, ki so jih pridobili Žovneški, kasnejši grofje Celjski, ker ti niso hoteli več prenašati Ptujske enklave na svojem območju. Po drugi strani pa so Ptujski pridobili Krško, Lebek,  Erkenštajn, Majdburg in Lehnik (Lihtenek) kot tudi pridobijo koroške posesti.
Leta 1328 se Herdegen in Amalrih Ptujski pojavita kot priči v dokumentu vojvode Friderika Lepega.
Leta 1331 se omenja Herdegen, maršal Štajerske, kot član razsodišča pri delitvi med Friderikom Žovneškim in Konradom Auffensteinskim v boju za dediščino mesta Celje po izumrlih Vovbrških grofih leta 1322.
Leta 1345 najdemo arbitražno razsodbo vojvode Albrehta v sporu glede Rudeneka med Ulrik II. Walseejskim, krškim škofom Ulrikom, Pfanberškimi, Celjskimi, Ortenburžani in Planinskimi na eni strani ter bratoma Herdegenom in Friderikom Ptujskima na drugi.
Leta 1351 je Friderik Walseejski sprejel arbitražno odločitev v sporu glede gradu Kacenštajn med grofom Friderikom Celjskim in Herdegenom Ptujskim.
Z dedovanjem po Graški veji Walseejskih (izumrli leta 1363) so Ptujski pridobili tudi gospostva  Hompoš in Kebelj (zastavljena Ptujskim leta 1362, odprodana jim leta 1400) kot tudi Wartberg   in Rožek na Koroškem.
Leta 1365 so Habsburžani Ptujskim zastavili Višnjo Goro za njihovo pomoč proti Bavarski v boju za njihovo Tirolsko dediščino.
Vurberška linija je umrla leta 1382 s Hartnidom IV. konec. Njeno premoženje je prišlo na njegovega sestriča Hartnida V. Ptujsko-Ormoškega († 1385). Njegov sin Bernard je leta 1400 podedoval po svojem stricu in nekdanjem sinu varuha Ulrik IV. Walseejski - posestva Drosendorf v (Spodnji) Avstriji in na Štajerskem.

#### Izumrtje rodu
Med letoma 1390 in 1410 je Bernard Ptujski na Ptujski gori zgradil cerkev Marije Zavetnice, današnja Bazilika Marije Zavetnice. Na reliefu je Bernard z ženo.
Iz leta 1436 izvira dokument o potrditvi škofa Janeza Krškega o več fevdih, podeljenih Celjskim grofom, ki sta jih imela Hertl Ptujski in Hartnid Ormoški in matično pripadajo Krški škofiji in sicer: Lemberg, Dobrna in Ranšperk, Kebelj in Erkenštajn z vsemi pritiklinami.
S smrtjo Friderika IX., ki je bil leta 1432 deželni glavar Štajerske, so Ptujski, ki so svoj družinsko grobnico imeli v dominikanski cerkvi na Ptuju, leta 1438 izumrli. Ptujska posest se je po dedovanju znašla v lasti Schaunberških (Ana Ptujska je bila poročena z grofom Janezom Schaunberškim) in Stubenberških ( Neža Ptujska  je bila poročena v drugem zakonu z Leopoldom Stubenberškim). Štajerski dedni maršal je začasno pripadel Schaunberškemu.
Leta 1428 je Friderik po smrti svojega očeta Bernarda na svojega zeta, grofa Janeza Schaunberškega, prenesel grajski urad in deželno sodišče na Ptuju, Črešnjevcu, Brezju in desetino za mesto Ptuj vključno s cestnino, vso mitnino, vse fevde nadškofije v Salzburgu. Poleg tega mu je zapustil maršalov urad na Štajerskem in z njim povezano gospostvo Fram.
Poleg tega mu je v zahvalo za pomoč, ki jo je prejel po smrti njegovega očeta Bernarda, napisal 20.000 madžarskih guldnov ali dukatov na trdnjavah Ranšperk in Lemberg v Savinjski dolini, ki kot fevdi spadajo pod Krško škofijo; nato spet 25.000 madžarskih guldnov na trdnjavi, zemljiški knjigi in tržnici Schwanberg, ki je fevd knezoškofije Brixen.
Ptujski so na vrhuncu svoje moči, ki je uradno temeljila na njihovem grajskem uradu na Ptjuju, vladali na velikem, zaokroženem ozemlju med Muro in Pohorjem in postali vrhovni maršali Štajerske.

## Družinsko drevo
→ glej: Družinsko drevo Ptujskih in Družinsko drevo Kunšperških
Friderik I. († 1137) 1106 Bavarski, 1111/12-1124 Kamenski; ⚭ N.N., sestra Gotfrida iz Wietinga
- Friderik II. († 1178); ⚭ Benedikta Ehrneška Kunšperška (dok. 1178 vdova)
  - Kunigunda ? († po 1180); ⚭ Lantfrid III.Eppensteinski († 1190)[1]
  - Henrik Ptujski II. († 1217), 1201-1214 prošt pri Gospe Sveti, 1214-1217 krški škof
  - Hartnid I. († 1189); ⚭ N.N. Vildonska
  - Friderik III. (* 1164 † 1222); ⚭ Matilda  Trušenjska († 1253)
    - Henrik III., klerik, kaplan vojvode Leopolda VI., 1222 - 1243 štajerski deželni pisar, 1241-1249 župnik na Ptuju
    - Friderik IV. (* 1190 † pred 1265), Gradiščan Ptujsko-Kamenski; (1) ⚭ Heradis   Planinska († 1241), hči Ulrika Planinskega, (2) ⚭  N.N. Žovneška-Lemberška 1265
      - Gerbirg (1244-1264); ⚭ Henrik III. Ostrovrhar
      - Friderik I. Podsreški (1274-1291) († po 1301); ⚭ Diemuta Kranichberška Podsreška († ok.1334)

    - Hartnid II. Ptujski († 1251), 1243 Odvetnik nad (Gornjim Gradom); ⚭ Matilda Holenburška-Vurberška († 1265)
      - Alhaid (1239-1246) ⚭ Ulrik Planinski
      - Friderik V. († 8. 5. 1288); ⚭ I: Zofija Žovneška, dokumentirano 1264, († 1261?); ⚭ II: Neža Pfanberška († 1302);
        - Friderik VI. († 1304) glej Vurberška linija
        - Gertruda († 1299) ⚭ Štefan I. Maissauski
        - Hartnid IV. († 1316) glej Ormoška linija

      - Hartnid III. guverner Vojvodine Štajerske 1252/54 († cca. 1287)
        - Hartnid V.
        - Friderik VII.
        - Adelheid

    - Herburg († 1243/46) ⚭ Ekhard IV. Tann
    - hči N.N. (1230/64) ⚭ Rudolf II. Stadeški

  - Arnold, 1201 župnik v Šentjuriju ob Dolgem jezeru na Koroškem 1203-1208 kaplan salzburškega nadškofa
  - Oton I. († 1251), 1193-1249 Kunšperški ⚭ Riha/Rihica Rogaška († 1272) (Kunšperška linija)
    - Oton II. († 1259); 
      - Oton III. († 1284)
        - Oton IV. († 1299)
        - Friderik
        - Ana

  - hči N.N. (ok. 1189-1223) ⚭ Henrik Lipniški
  - Benedikta (ok. 1200) ⚭ Oton iz Kremsa;

Vurberška linija:
Friderik VI. († 1304), Gradiščan Ptujsko-Kamenski, ⚭ Hedvika († 1332)
- Ana (1340) nuna v dominakanskem samostanu v Radljah
- Amelrih od 1309 († 1335) ⚭ Neža Walseejska Graška (po 1335 nuna v Gradcu)
  - Matilda († 1332) ⚭ Bertold V. Emmerberški
  - Neža († 1356) ⚭ Peter Ebersdorfski
  -  Hartnid IV. († 1382) (leta 1363 po mami deduje Hompoš in Kebelj); (1) ⚭ Elizabeta, hči grofa  Albrehta II. Ortenburška († 1350); (2) N.N. hči Lichtemburška 
    - Eberhard († pred 1385) (1) ⚭ Suzana Akos (2) ⚭ N.N. Viltuška
    - Ana († 1378/1381); ⚭ I: grof Friderik Stubenberški († cca. 1372); ⚭ II: (po 1375) Albreht iz Pottendorfa († po 1394)
    - Ana († pred 1340); ⚭ Oton III. Stubenberški (1386)

Ormoška linija:
Hartnid III. († 1316); (1) ⚭ Kunigunda  Liechtensteinsko-Muravska († pred 1307); (2) ⚭ Hedvika? sestra Huga VI. Taufersa
- Friderik VII. († 1363) 1320-25 maršal Vojvodine Štajerske (1) ⚭ N.N. Walseejska Graška, (2) ⚭ Matilda Walseejska-Linška 
  - Ana (1370-1393) ⚭ 1370 Ivan I. Liechtensteinski-Judenburški
- Diemut († pred 1337); ⚭ 1309 Konrad III.  Aufensteinski
- Gerbirg (1324-1332); ⚭ 1309 Hugo I. Ostrovrhar
- Herburg (1323-1343); ⚭ Albert VII. Kuenring-Weitra-Seefeld
- Herdegen I./Herdeggen/Hardeck († 1343/1352/1353), maršal Vojvodine Štajerske od 1325, deželni glavar na Kranjskem (1350–1351); ⚭ 1319 Klara, hči grofa Alberta II. Goriškega († po 1354)
  - Flormai (1350-1378) (1) ⚭ Henrik Maissauski (2) ⚭ 1360 Eberhard V. Wallseejski-Linški
  - Elizabeta (1362-1385) ⚭ Janez II.  Walseejski-Drosendofski († 1370)
  - Katarina (1352-1354) (1) ⚭ Jurij Devinski, (2) ⚭ Hartnid II. Vivšniški
  - Hartnid V. († pred 1385) maršal Vojvodine Štajerske (1354); ⚭ Wilburg  Rauhensteinska († 1404)
    - Friderik VIII. (1385-1386)
    - Bernard († 1420/21) maršal Vojvodine Štajerske (1406), deželni glavar Štajerske (1385) ⚭ 1406 Wilibirg Maidburška († 1431)
      - Friderik IX. († 6. januar 1438, izumrtje rodu po moški liniji), 1432 deželni glavar Štajerske; ⚭ Beatrix, hči grofa Friderika I. von Helfenstein-Wiesensteig († 1348)
      - Ana († 1465); ⚭ 1416 grof Janez Schaunberški, glavni dedič
      - Neža († 1451); ⚭ I: 1422 grof Janez Majnhard VII. Goriški († 1430); ⚭ II: Leopold Stubenberški
      - Magdalena; ⚭ Janez Abensberški, odpoved dedovanju

## Posest
- Borl Ankenstein fevd (1255 - 1300) alodizirano (pred 1300 - 1438)
- Brunnsee (1413–1438
- Dobrna (Neuhaus) (1346–1438)
- Dranek (Videm pri Ptuju) (1294–1438))
- Ernovž Ehrenhausen (1285–1438)
- Enzesfeld (Spodnja Avstrija) (1400–1438)
- Erkenštajn (1351–1381)
- Fram (1325–1438)
- Gleichenberg (1400–1438)
- Hompoš (1362–1438)
- Humberk (Rož, Koroška) (1246–1438)
- Kacenštajn (1173–1351)
- Kamen v Labotski dolini (Burg Stein im Lavanttal)  (1215–1273)
- Kebelj (1379–1438)
- Kirchberg am Walde,   (Grafendorf bei Hartberg)  (pred 1300–1438)
- Konjice (1329–1339)
- Kunšperk (1167–1395)
- Laubegg, (Ragnitz) (1363–1438)
- Lonč (Landsberg) (Deutch-Landsberg, Wildbach) (1292 - 1438)
- Lemberg  (1270–1438)
- Lehnik (Lichtenegg)  (1337/1354–1438)
- Majdburg pri Kidričevem (1400–1438)
- Ormož (1273–1438)
- Planina (Montpreis)  (1250–1265)
- Pabštajn (Pabenstein) (po 1303–1438)
- Ptuj (1137–1438)
- Ptuj–Mali grad (1376–1438)
- Podsreda (1213–1300)
- Ranšperk (Rabensberg) (1270–1438)
- Rače (1325–1438)
- Radgona (1300–1438)
- Rožek (Rosegg) v Zgornjem Rožu na Koroškem (1335–1438)
- Rudenek (Rudenegg pri Mozirju) (1345–1364)
- Stari Schwanberg in  Spangstein (1240–1269, 1276–1438)
- Stopnik (Hekenberg) (1323–1362)Grad
- Seltenheim (Žalem) (1331–1348)
- Špilje (Spielfeld) (1240–1438)
- Središče ob Dravi (Polstrau) (1255–1438)
- Sölktal (od 1325–1438)
- Šterska gora ali Dovernik (Steuerberg) (med Feldkirchen in Krka)(1238–1254)
- Slovenska Gorica (Jugovzhodna Avstrijska Štajerska) (1363–1438)
- Tamsweg (Lungau) (1156–1246)
- Wartberg - Liechtenegg (Lichteneck) (1290–1438)
- Velika Nedelja (1199–1438)

- Višnja Gora (Weichselburg) (1365–1385)
- Weinburg pri Saßbachu (1400–1438)
- Velenje  (Wöllan) (1323–1362)
- Vurberk (Wurmberg) (1246–1438)
- Žamberk (Schönburg, Zavodnje, Šoštanj) (1277–1331)

Del koroške posesti prihaja od žene Friderika II. Ptujskega, Benedikte, vdove po Hartwigu Machlandskemu († 1120).

## Odvetništvo
- Samostan Gornji Grad (od leta 1288, po letu 1328).

## Grb
Zmaj brez kril (v zlatu, zlato okronana, prepletena, črna kača); Grad Vurberk (Wurmberg): prvotno je pripadal gospodom Holenburškim, ki so imeli v grbu tudi (zmaja); Po izumrtju leta 1246 so Holenburške podedovali gospodje Ptujski, saj je bil Hartnid I. Ptujski, 1243 odvetnik Samostana v Gornjem Gradu († 2. september 1251) poročen z Matildo Holenburško-Vurberško († 30. oktober 1265), in  sidro (v rdeči barvi padajoče srebrno sidro brez palice; grad Borl ali Ankenstein v bližini Ptuja); v samostanskem oknu na koru samostanske cerkve v Vetrinju je najti grb z zmajem  v ščitu  in  sidrom kot čeladi . Druge upodobitve prav tako prikazujejo sidro v ščitu in zlatega krilatega črnega črva (zmaja) kot okras na čeladi. 
Gospodje Ptujski so  po moški liniji izumrli leta 1438. Na posestih gospostva Ptuj in dednega deželnega maršala na Štajerskem so jih nasledili Schaunberški, ki so v svoj povečan grb sprejeli tudi grb Ptujskih, in sicer že s poroko grofa Janeza Schaunberškega z Ano  Ptujsko. Leta 1445 so se Schaunberški odrekli gospostvu Ptuj, posest je leta 1479 prišla na Madžarsko, nato  na nadškofijo Salzburg,  leta 1555 na Vojvodino Štajersko in leta 1622 je bilo gospostvo Ptuj prodano Eggenberškim.